# Marcus Gunnarsen
Marcus Gunnarsen (Elverum, 21 febbraio 2002) è un cantante e calciatore norvegese, attaccante del Mosjøen e membro del duo Marcus & Martinus.
Ha rappresentato la Svezia all'Eurovision Song Contest 2024, insieme con suo fratello Martinus, tramite il duo Marcus & Martinus, dove in finale si sono piazzati noni.

## Biografia
Nato ad Elverum, in Norvegia, dalla madre Gerd Anne e dal padre Kjell-Erik, Marcus e suo fratello Martinus sono cresciuti a Trofors. Ha anche una sorella, Emma, anche lei cantante con la trascrizione artistica eMMa e nata il 17 giugno 2008.
Dal 1º agosto 2022 è fidanzato con Nora Fossland Gartland.
È un sostenitore del Manchester United e del Rosenborg.

## Caratteristiche tecniche
Principalmente ala destra, può adattarsi bene su tutto il fronte offensivo. Si distingue per una spiccata intelligenza calcistica, visione di gioco e abilità di passaggio, una buona velocità palla al piede e senso del dribbling influenzato dalla buona capacità di controllo del pallone e astuzia nel mantenerlo. Questa cosa comporta una certa abilità nel subire falli e guadagnare quindi calci di punizione e calci di rigore: mentre non eccelle nel primo caso, ma è comunque considerato un tiratore, è invece più abile nel calciare i rigori. Predilige mettersi in proprio durante le azioni di gioco, ma ha grande capacità di inserimento e taglio.

## Carriera calcistica
Cresciuto nelle giovanili dapprima del Rosenborg e poi del Grane, nel 2020 cambia squadra passando così al Mosjøen.
Qui, dopo un anno nelle giovanili, passa nella categoria maggiore giocando sia nella squadra A che nella squadra 2.
La sua migliore stagione è stata quella del 2022. Durante il campionato di 4. divisjon, ha infatti realizzato ben 19 reti in 14 partite risultando il terzo miglior marcatore del proprio gruppo ed il migliore della propria squadra. Durante lo spareggio promozione giocato contro lo Skånland, ha inoltre realizzato altre due marcature in altrettante partite, guidando la squadra alla promozione in 3. divisjon con un doppio 2-0.

## Statistiche

### Presenze e reti nei club
Statistiche aggiornate al 16 giugno 2025.
| Stagione        | Squadra         | Campionato      | Campionato | Campionato | Coppe nazionali | Coppe nazionali | Coppe nazionali | Coppe continentali | Coppe continentali | Coppe continentali | Altre coppe | Altre coppe | Altre coppe | Totale | Totale |
| Stagione        | Squadra         | Comp            | Pres       | Reti       | Comp            | Pres            | Reti            | Comp               | Pres               | Reti               | Comp        | Pres        | Reti        | Pres   | Reti   |
| --------------- | --------------- | --------------- | ---------- | ---------- | --------------- | --------------- | --------------- | ------------------ | ------------------ | ------------------ | ----------- | ----------- | ----------- | ------ | ------ |
| 2021            | Mosjøen         | 4D              | 9          | 3          | -               | -               | -               | -                  | -                  | -                  | -           | -           | -           | 9      | 3      |
| 2022            | Mosjøen         | 4D              | 14+2       | 19+2       | NM              | 2               | 1               | -                  | -                  | -                  | -           | -           | -           | 18     | 22     |
| 2023            | Mosjøen         | 3D              | 18         | 5          | NM              | 3               | 2               | -                  | -                  | -                  | -           | -           | -           | 21     | 7      |
| 2024            | Mosjøen         | 3D              | 16         | 2          | -               | -               | -               | -                  | -                  | -                  | -           | -           | -           | 16     | 2      |
| 2025            | Mosjøen         | 4D              | 6          | 2          | NM              | 3               | 2               | -                  | -                  | -                  | -           | -           | -           | 9      | 4      |
| Totale carriera | Totale carriera | Totale carriera | 63+2       | 31+2       |                 | 8               | 5               |                    | -                  | -                  |             | -           | -           | 73     | 38     |

## Filmografia individuale

### Doppiaggio
- Kenan Thompson in Wonder Park